# Rhopalie
Une rhopalie (du grec rhopalo = massue) est une zone de concentration d'organes récepteurs présente chez les scyphozoaires et les cubozoaires. Il y en a plusieurs distribuées le long du bord de l'ombrelle. Elles contiennent souvent des ocelles, des statocystes, des fosses olfactives.

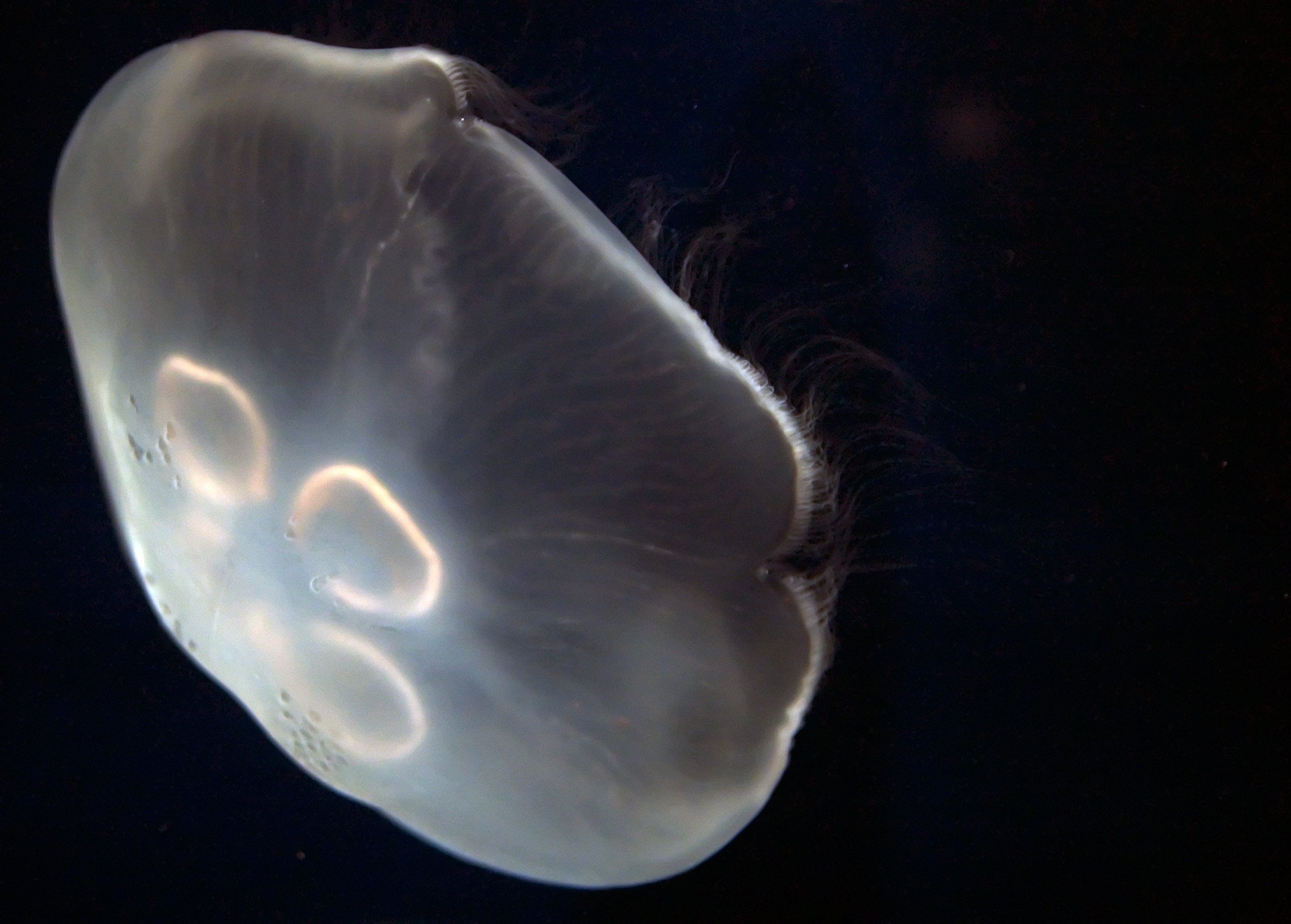
Ici, on devine la présence des rhopalies par les renfoncements sur le bord de l'ombrelle. Pour Aurelia aurita, il y en a huit.
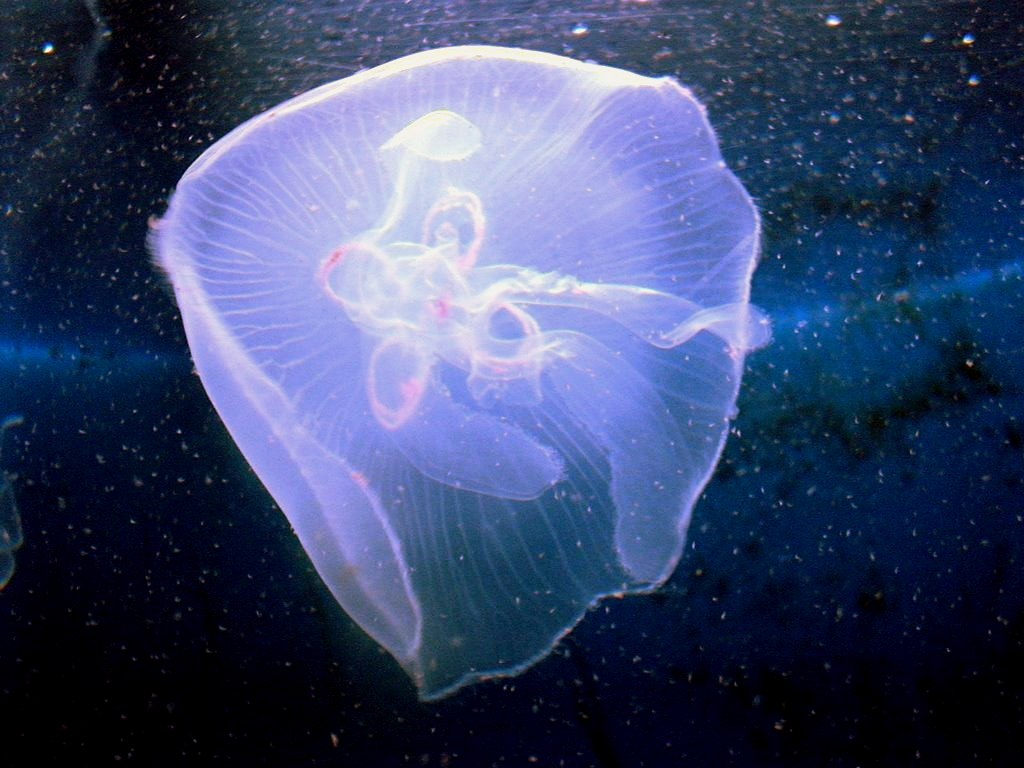
Une rhopalie : le point blanc isolé dans le renfoncement de l'ombrelle en haut à droite
Ocelle de méduse à la marge de l'ombrelle

## Sources externes
- Université Lyon1 - Fiches cnidaires